# John Wells (Politiker, 1817)
John Wells (* 1. Juli 1817 in Johnstown, New York; † 30. Mai 1877 ebenda) war ein US-amerikanischer Jurist und Politiker. Zwischen 1851 und 1853 vertrat er den Bundesstaat New York im US-Repräsentantenhaus.

## Werdegang
John Wells wurde zwei Jahre nach dem Ende des Britisch-Amerikanischen Krieges in Johnstown im Fulton County geboren und wuchs dort auf. Er besuchte die Johnstown Academy und graduierte 1835 am Union College in Schenectady. Dann studierte er Jura. Seine Zulassung als Anwalt erhielt er 1839 und begann dann in Palmyra zu praktizieren. Er kehrte nach Johnstown zurück, wo er seine Tätigkeit als Anwalt fortsetzte. Man wählte ihn zum Richter im Fulton County – eine Stellung, die er vom Juni 1847 bis zu seinem Rücktritt im Dezember 1851 innehatte. Politisch gehörte er der Whig Party an.
Bei den Kongresswahlen des Jahres 1850 für den 32. Kongress wurde Wells im 16. Wahlbezirk von New York in das US-Repräsentantenhaus in Washington, D.C. gewählt, wo er am 4. März 1851 die Nachfolge von Hugh White antrat. Da er auf eine erneute Kandidatur im Jahr 1852 verzichtete, schied er nach dem 3. März 1853 aus dem Kongress aus.
Nach seiner Kongresszeit ging er wieder seiner Tätigkeit als Anwalt nach, widmete sich aber auch literarischem Schaffen. Am 30. Mai 1877 verstarb er in Johnstown und wurde auf dem gleichnamigen Friedhof beigesetzt.